# Liste der Konstanzer Domprediger

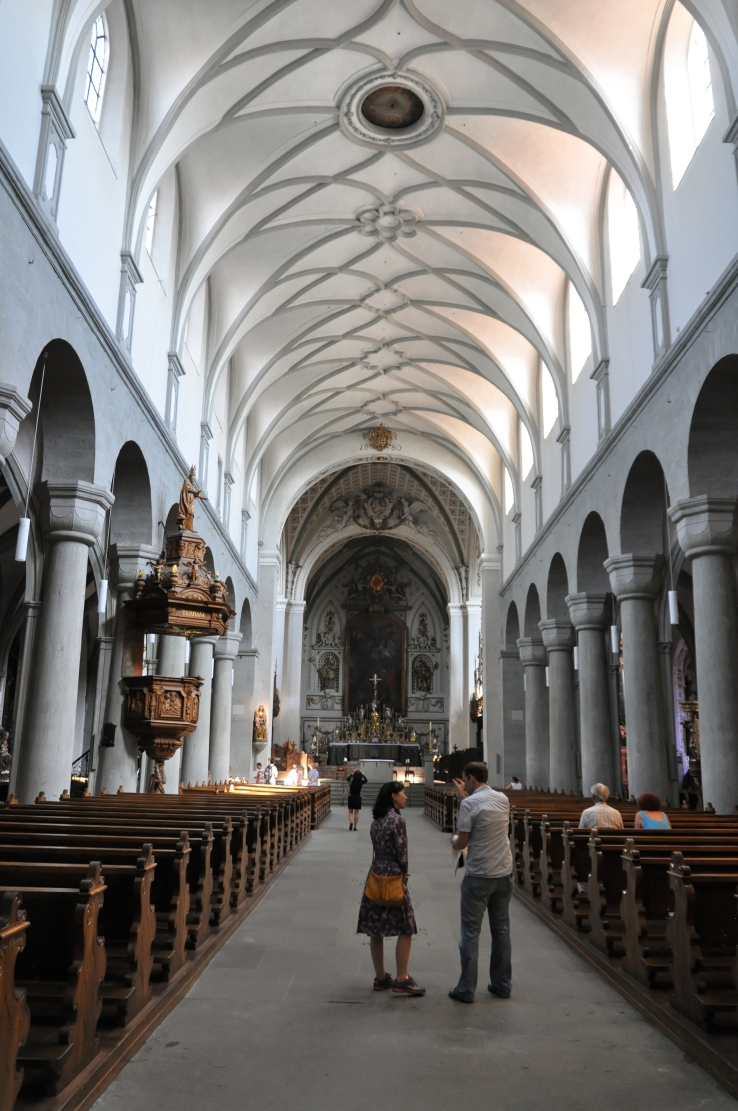
Das Hauptschiff mit der Kanzel im Konstanzer Münster

Am Konstanzer Münster wurde erstmals 1493 eine Stelle des Dompredigers gestiftet.
Als Domprediger waren in Konstanz tätig:
| Name                          | von                        | bis  |  |
| ----------------------------- | -------------------------- | ---- |  |
| Johannes Wanner               | 1520er Jahre               |      |  |
| Anton Pirotha (Pirata)        | um 1526                    |      |  |
|                               |                            |      |  |
| Jakob Eliner                  | ? († 1574 als Weihbischof) |      |  |
| Jakob Miller (Myller, Müller) | 1578                       | 1585 |  |
|                               |                            |      |  |
| Leopold Trestendorf SJ        | um 1681                    |      |  |
|                               |                            |      |  |
| Thaddäus Kofler SJ            | um 1743                    |      |  |